# Constantina Diță

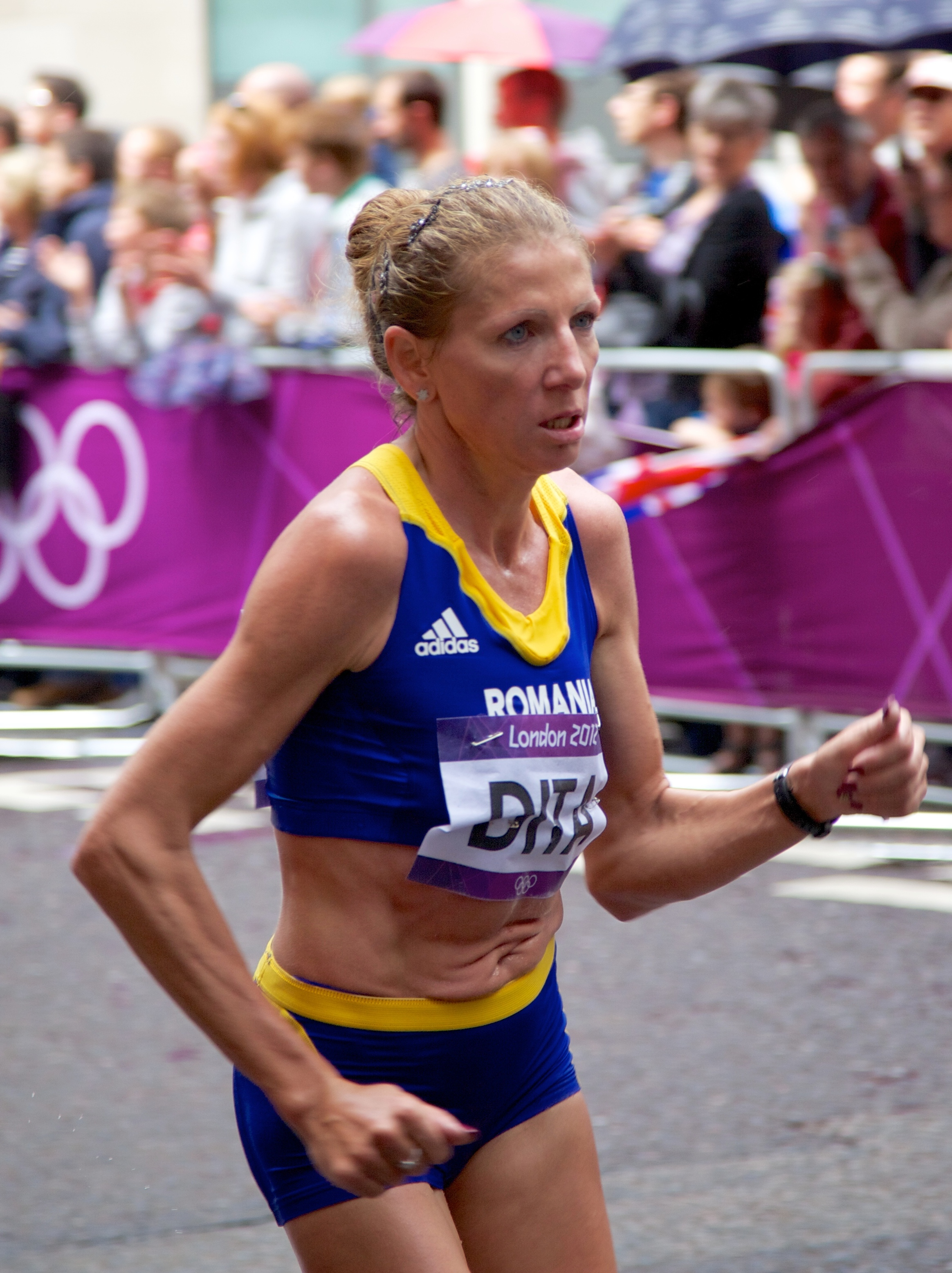
Constantina Diță, 2012

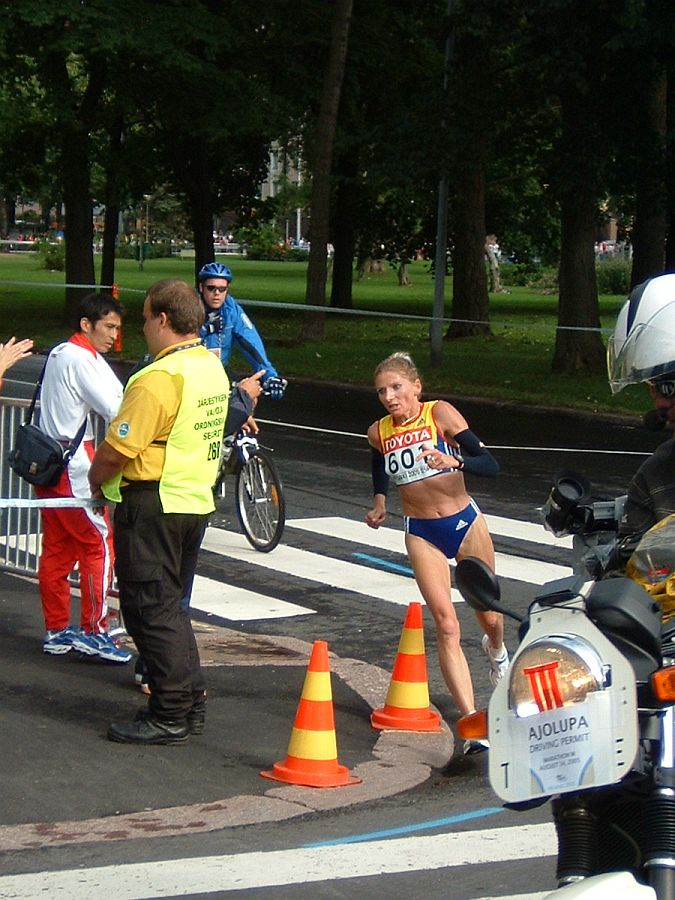
Constantina Diță beim Marathonlauf den Weltmeisterschaften 2005

Constantina Diță (bis Mai 2008 unter dem Namen ihres damaligen Ehemanns Tomescu startend, * 23. Januar 1970 in Turburea, Kreis Gorj) ist eine rumänische Langstreckenläuferin und Olympiasiegerin.

## Werdegang
Constantina Diță spielte im Jugendalter Handball und Basketball und wurde erst im letzten Schuljahr für die Leichtathletik entdeckt. Der erste internationale Erfolg war der Gewinn der Silbermedaille bei den Crosslauf-Europameisterschaften 1999 in Velenje. Beim Marathon der Weltmeisterschaften 1999 in Sevilla belegte sie den 19. Platz.
2001 siedelte Diță in die USA über und wurde beim Marathon der Weltmeisterschaften 2001 in Edmonton Zehnte. Kurz danach verbesserte sie als Vierte des Tokyo International Women’s Marathon ihren persönlichen Rekord auf 2:26:39 h.
Bei den Europameisterschaften 2002 in München belegte Constantina Diță den siebten Platz im 10.000-Meter-Lauf. Im selben Jahr wurde sie Zweite beim Amsterdam-Marathon in 2:23:52 h. 2003 folgten ein sechster Platz beim London-Marathon in 2:23:43 h, ein fünfter Platz bei den Halbmarathon-Weltmeisterschaften in Vilamoura und ein zweiter Platz beim Chicago-Marathon in 2:23:35 h.
Beim Marathon der Olympischen Spiele 2004 in Athen belegte Diță den 20. Platz, siegte im selben Jahr beim Chicago-Marathon in 2:23:44 h und wurde Dritte beim London-Marathon sowie bei den Halbmarathon-Weltmeisterschaften in Neu-Delhi.
2005 stellte Constantina Diță als Zweite des London-Marathons mit 2:22:50 h einen rumänischen Rekord auf, holte Bronze beim Marathon der Weltmeisterschaften 2005 in Helsinki und Gold bei den Halbmarathon-Weltmeisterschaften in Edmonton und verbesserte als Zweite des Chicago-Marathons ihren eigenen Rekord auf 2:21:29 h.
Bei den Straßenlauf-Weltmeisterschaften 2006 in Debrecen über 20 km errang Diță die Silbermedaille und blieb ebenso wie die Siegerin Lornah Kiplagat unter dem alten Weltrekord. Beim Chicago-Marathon wurde sie Fünfte, nachdem sie ein extremes Tempo angeschlagen und zwischenzeitlich mit mehr als zwei Minuten Vorsprung geführt hatte.
2007 belegte sie beim London-Marathon den dritten Platz.
Beim Marathon der Olympischen Spiele 2008 in Peking zog Constantina Diță nach 20 Kilometern der Konkurrenz davon und erlief sich einen Vorsprung von zeitweise mehr als einer Minute. Der Alleingang brachte ihr die Goldmedaille ein. Damit löste sie mit 38 Jahren Rosa Mota als älteste Marathonolympiasiegerin ab.
2012 startete Diță noch einmal bei den Olympischen Spielen in London, bei denen sie 85. wurde.
Die Läuferin mit dem Spitznamen „Pușa“ (ausgesprochen Puscha) ist 1,65 m groß und wiegt 48 kg. Sie lebt mit ihrem 1995 geborenen Sohn in Boulder, Colorado, wo sie von ihrem ehemaligen Ehemann Valeriu Tomescu trainiert wird.